# Dharamsala

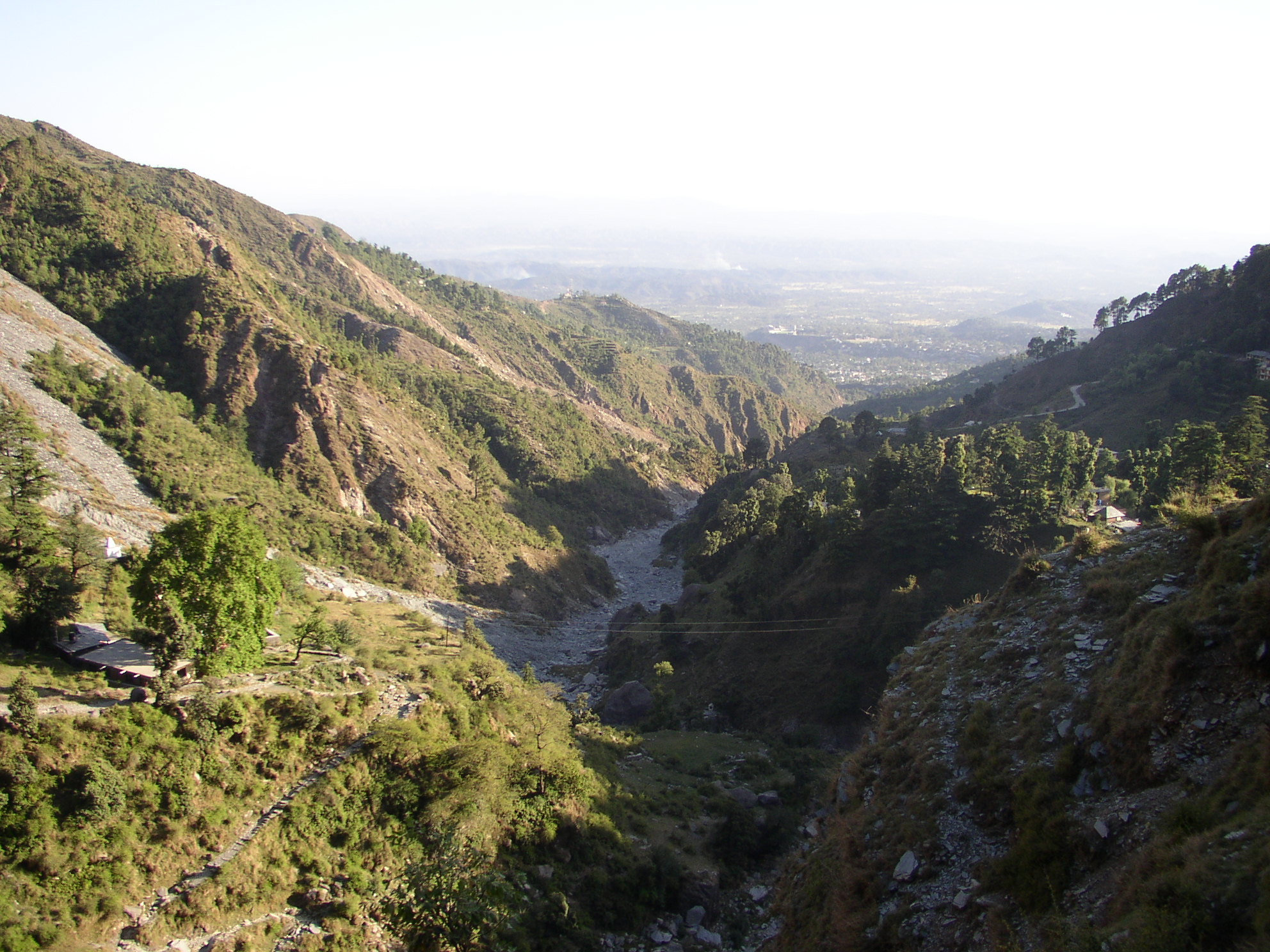
Vall de Dharamsala

Dharamsala o Dharamshālā (que vol dir 'adreça religiosa', hindi: धर्मशाला; tibetà: དྷ་རམ་ས་ལ) és una ciutat i municipi d'Himachal Pradesh, capital del districte de Kangra. El llogaret de McLeodganj (per McLeod, un governador britànic del Panjab) és la residència del dalai-lama i del govern tibetà a l'exili, coneguda com a Upper Dharamsala (Alta Dharamsala). La ciutat està a 1.457 metres sobre el nivell de la mar i la seva població al cens del 2001 era de 19.034 habitants. El 1881, tenia 5.322 habitants.

## Història
El 1848, la zona fou ocupada i el 1849 annexionada pels britànics i s'hi va establir una guarnició. El 1852, fou declarada capital del districte de Kangra. El 1860, s'hi va establir el regiment d'infanteria lleugera 66 dels gurkhes (després 1 Gurkha Rifles, mundialment famosos), que després van destacar en la I Guerra mundial, en les campanyes de la província de la frontera del Nord-oest i en la II Guerra mundial. El 1863, va morir a la ciutat lord Elgin, virrei de l'Índia. Fou un lloc de retir dels oficials britànics a l'estiu per evitar la calor de Delhi. El 1867, fou declarada municipalitat. El 4 d'abril del 1905, un greu terratrèmol va destruir la vall de Kangra i hi van morir 20.000 persones, però els gurkhes van reconstruir la ciutat a l'entorn del temple hindú. Els britànics planejaven convertir la ciutat en capital d'estiu, però després del terratrèmol van escollir Simla.
El 1959, s'hi van establir els tibetans encapçalats pel dalai-lama, que fugien del Tibet ocupat pels xinesos. El govern indi els va permetre establir-se a Mcleodganj, un lloc colonial de pícnic, i allí es va fixar el govern tibetà a l'exili el 1960. Encara que els tibetans són budistes, la població local resta hinduista. Progressivament, van arribar més i més exiliats i s'hi van construir escoles, temples i monestirs, fins al punt que de vegades s'anomena la ciutat la Petita Lhasa. La Llibreria d'obres tibetanes i l'Arxiu es va obrir el 1970 amb 80.000 manuscrits i altres recursos de la història del Tibet.
Dharamsala fou declarada capital d'hivern d'Himachal Pradesh i el secretariat i les sessions d'hivern del govern de l'estat se'n van a la ciutat. Actualment, hi viu Tenzin Gyatso, el 14è dalai-lama.

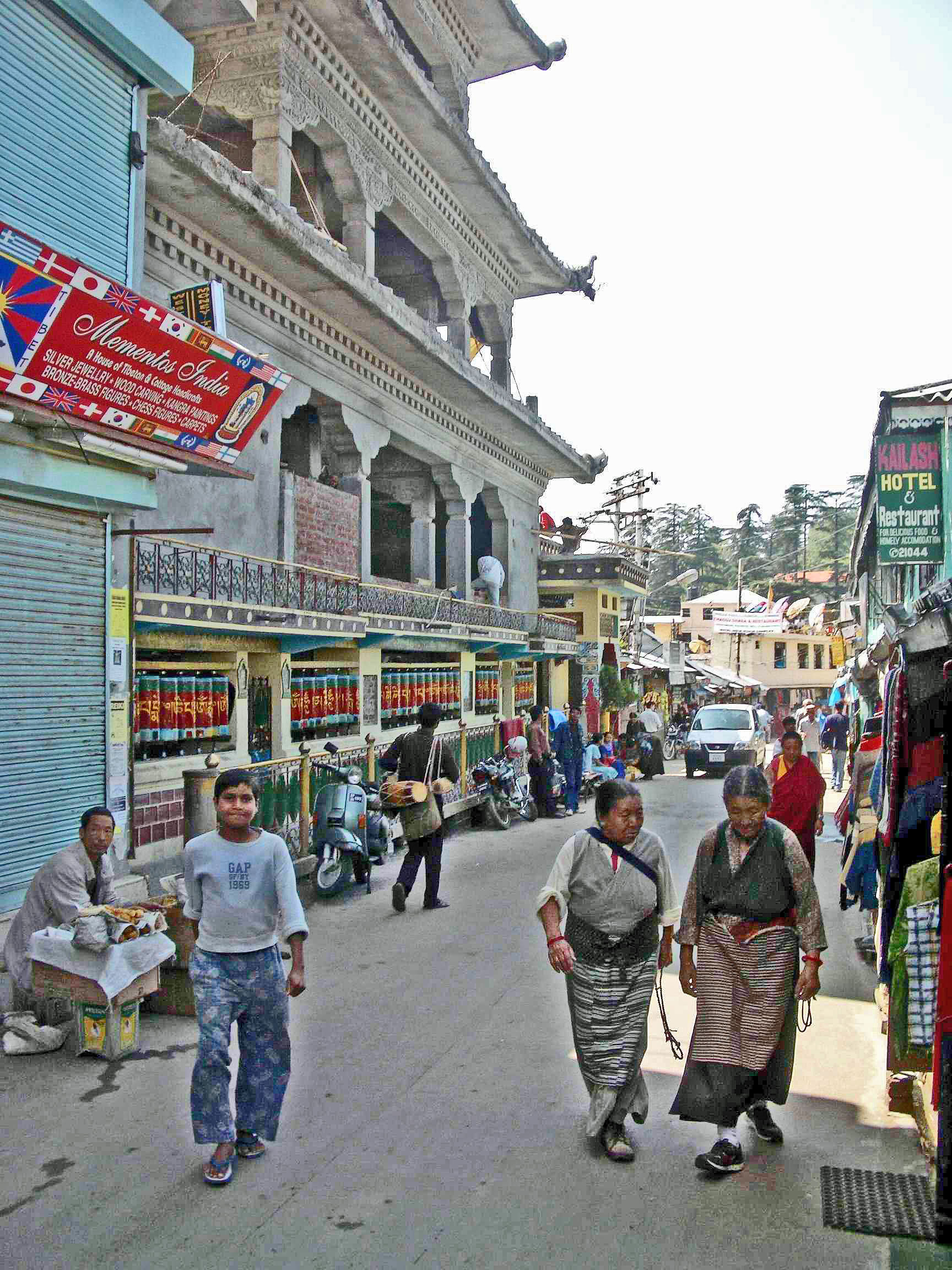
Carrer principal de McLeod Ganj

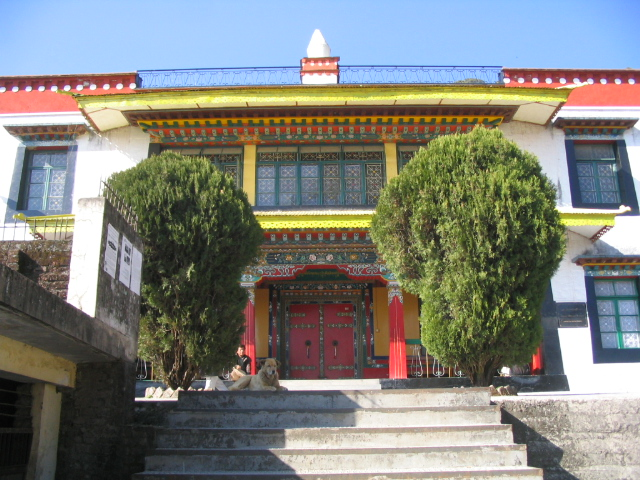
Llibreria tibetana

## Llocs interessants
- Indrunag (vista de la serralada de Dhauladhar)
- Adi Shakti, temple, a Naddi
- Aghanjar Mahadev
- Bhagsunath
- Brajeshwari, temple
- Cafe Boom Boom the Fifth, restaurant per a turistes
- Chamunda Mandir
- Chinmaya Tapovan
- Llac Dal
- Dari
- Pic Dharamkot (2.100 metres)
- Fort de Kangra a Purana Kangra
- Haripur Village
- Llac Pong Dam
- Indru Nag, temple
- Llac Kareri
- Llac Kumarwah
- Khaniyara
- Kunal Pathri
- Llac Lam Dal
- Llibreria tibetana
- Masrur (temple a la roca)
- Monestir de Namgyal
- Narghota
- Institut Norbulingka
- Nurpur
- Sidhbari
- Pizzicato Cafe, a Palampur
- Església de St. John
- Institut Tibetà d'arts manuals
- Pic Triund (2.975 metres)
- Tatwani i Machhrial
- Trilokpur

## Galeria

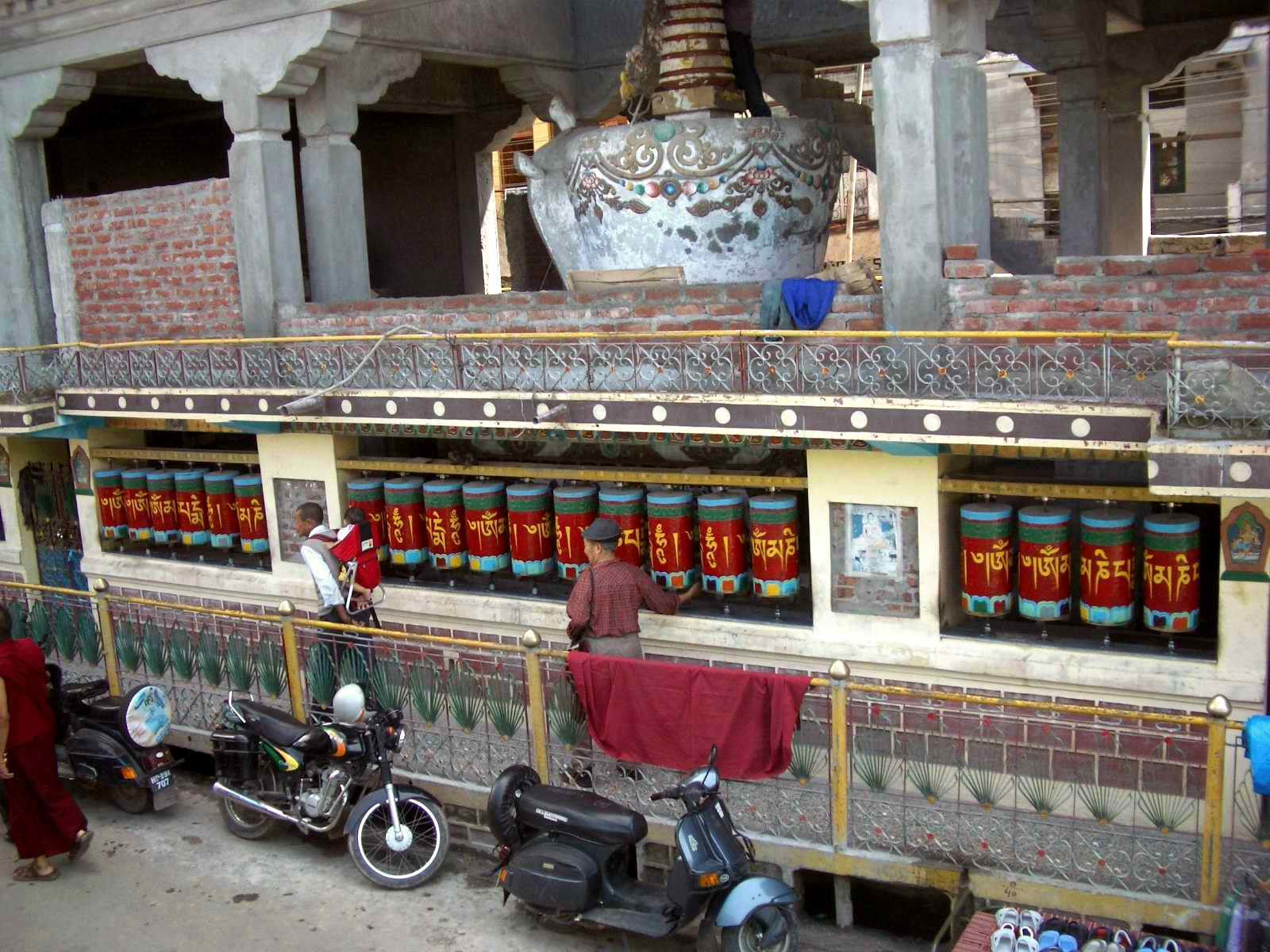
Stupa i rodes de pregària a McLeod Ganj, 2004
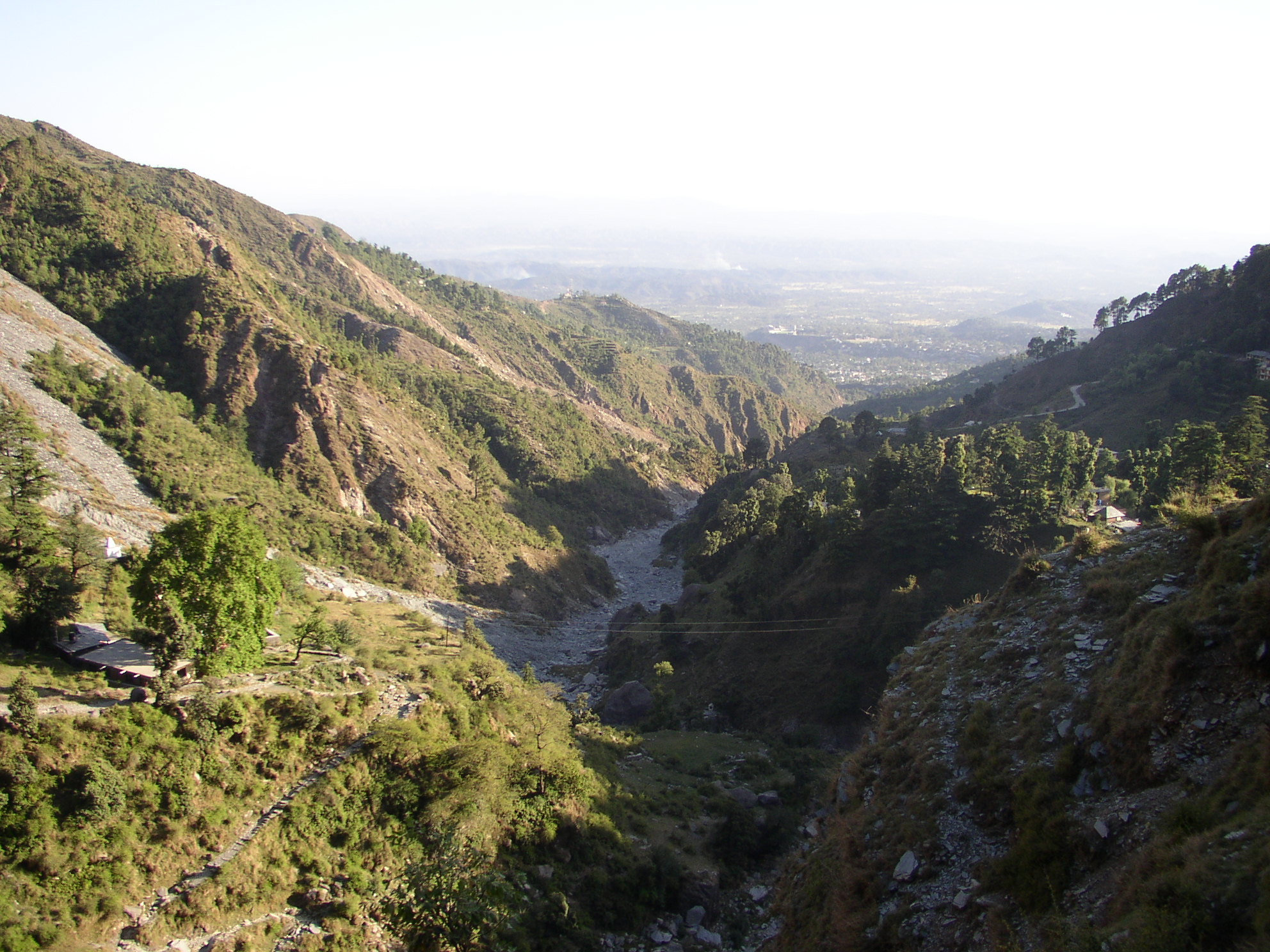
Vista de la vall de Dharamshala
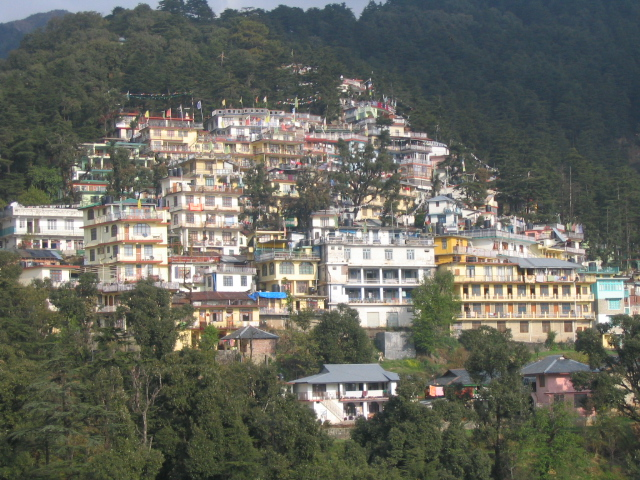
Domaro